# Anglès (Girona)
Anglès is een gemeente in de Spaanse provincie Girona in de regio Catalonië met een oppervlakte van 16 km². Anglès telt 5.473 inwoners (1 januari 2016).

## Demografische ontwikkeling

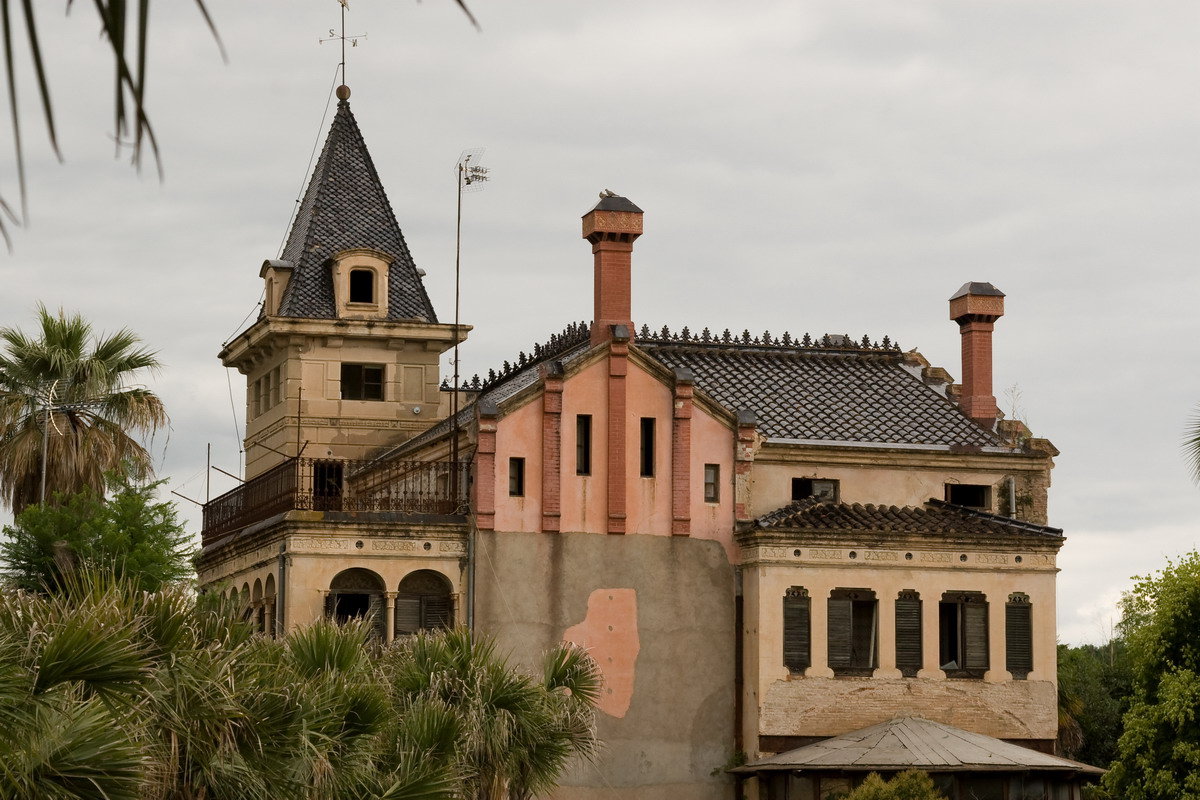

Bron: INE, 1857-2011: volkstellingen